# Szipolybogárformák
A szipolybogárformák, régi nevükön a fémes cserebogarak (Rutelinae) a rovarok (Insecta) osztályának és a ganajtúrófélék (Scarabaeidae) családjának egyik alcsaládja, mely körülbelül 4200 fajból áll. 

## Elterjedésük
Általában a forró égövben fordulnak elő a meleg éghajlatú vidékeken, itt a legszínesebb a fajgazdagsága, ellenben vannak köztük a mérsékelt övi területen honos fajok is. Dél-Európa országaiban, köztük Magyarországon kifejezetten a szipoly (Anisoplia) nembeli fajok terjedtek el. Az észak-amerikai állományukat a gyümölcsfakártevő Goldsmith-bogár (Cotalpa lanigera) és a Japánból az Amerikai Egyesült Államokba átvitt japán cserebogár (Popillia japonica) képviseli. 

## Leírásuk
A bogarak mérete 1-1,5 cm körül van, alakjukat tekintve kisebb cserebogarakra hasonlítanak. Fémes, néhol irizáló hatású testük lehet fekete, kék vagy zöld színű. Szárnyfedőjük sárga, zöldes vagy sárga színekben váltakozhat. Lábuk végén elhelyezkedő karmaik részaránytalanok, az egyik hosszabb, vastagab a másiknál.

## Életmódjuk
Sokan nektárral, virágporral, gyümölcsökkel vagy levelekkel táplálkoznak. A nőstények a petéket a talajba vagy korhadó növényzet közé rakják, a lárvák a földben viszonylag gyorsan kifejlődnek. A pajorok a talajrészecskék és a szájváladékuk felhasználásával összeállított földgubóban bábozódnak be. A kifejlett egyedek meghatározott időpontban kelnek ki a talajból, ezután gyakran nagy számban rajzanak.

## Kártételük
A legtöbb ide tartozó fajt jelentős mezőgazdasági kártevőként tartanak számon. Európában komoly károkat okoznak a veteményesekben, különösen ha tömegesen lepik el a haszonnövényeket. Az imágók a napsütésben gyakran csapatostul a cserjékre és a virágokra telepszenek, s közben rágják a növényt. Pajorjaik még náluk is kártékonyabbak lehetnek, mert a növények finomabb gyökereit rágcsálják. Hazánkban a növényi kártételük az idővel csökken, régebben sokkal több kárt okoztak.

## Galéria

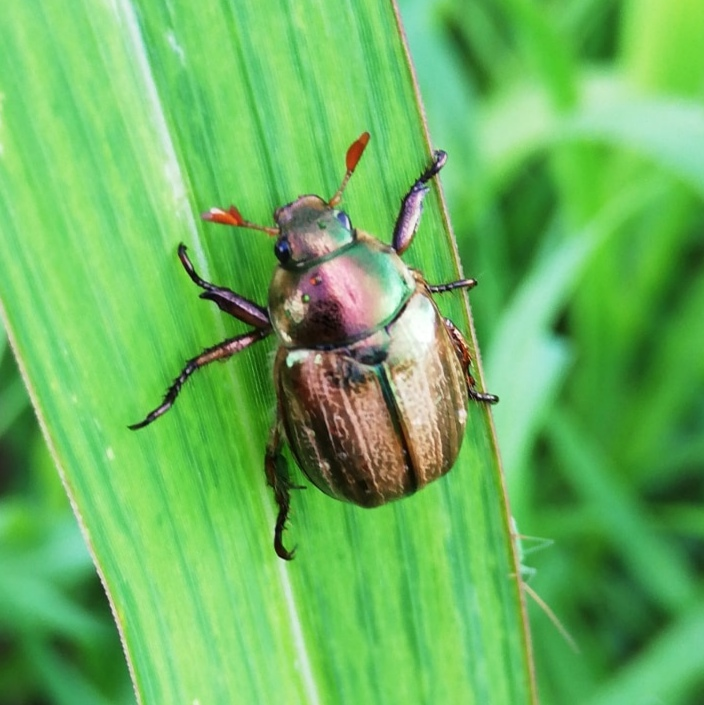
Zöld cserebogár (Anomala vitis)
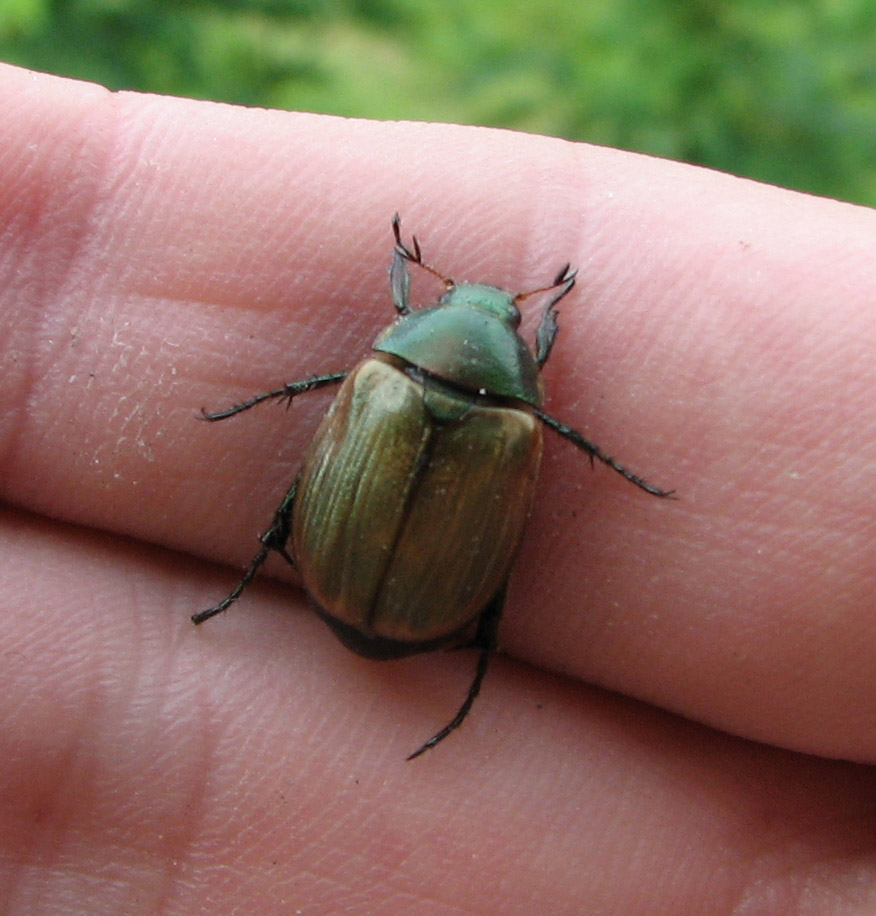
Rezes cserebogár (Anomala dubia)
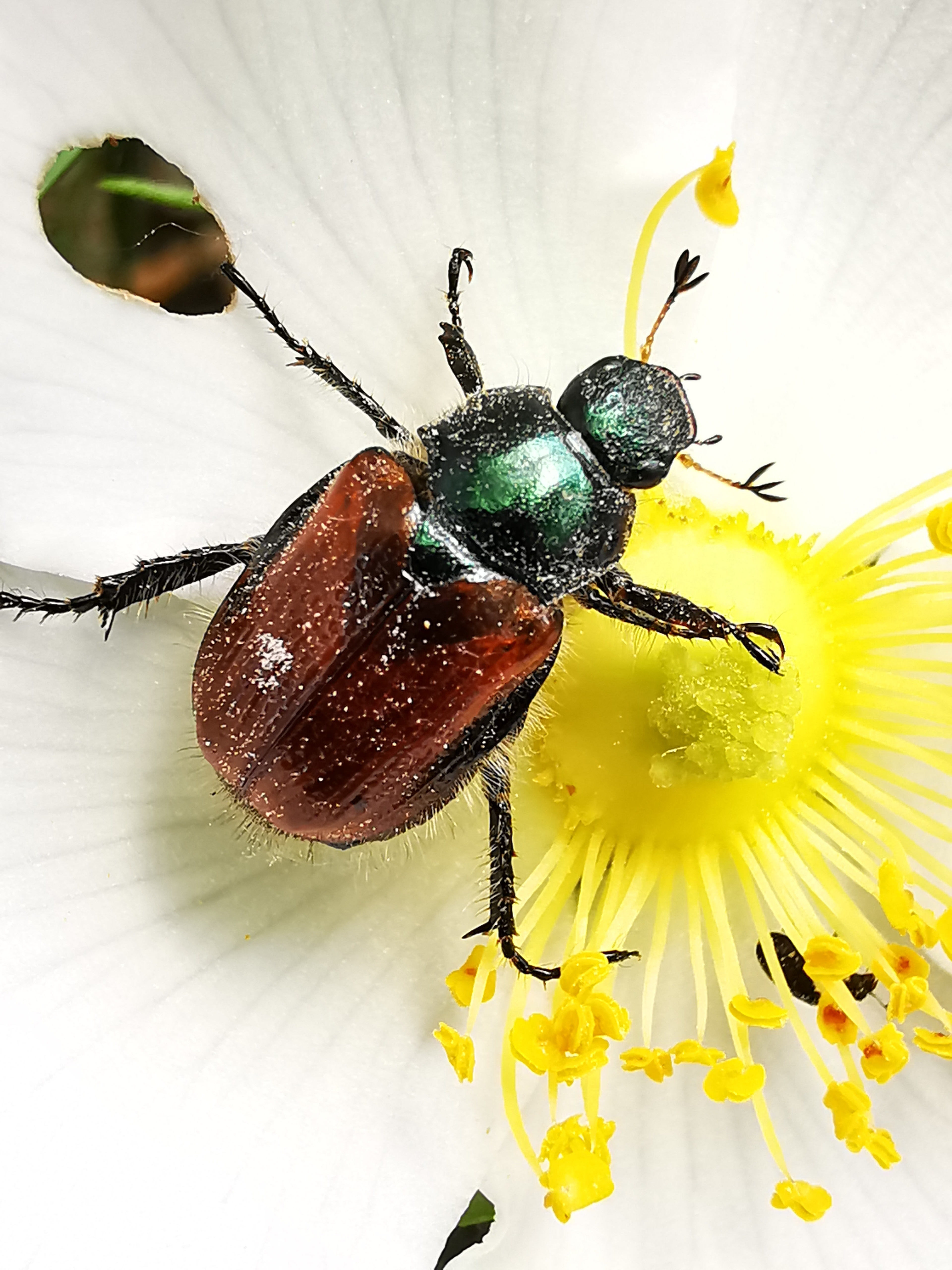
Kerti cserebogár (Phyllopertha horticola)
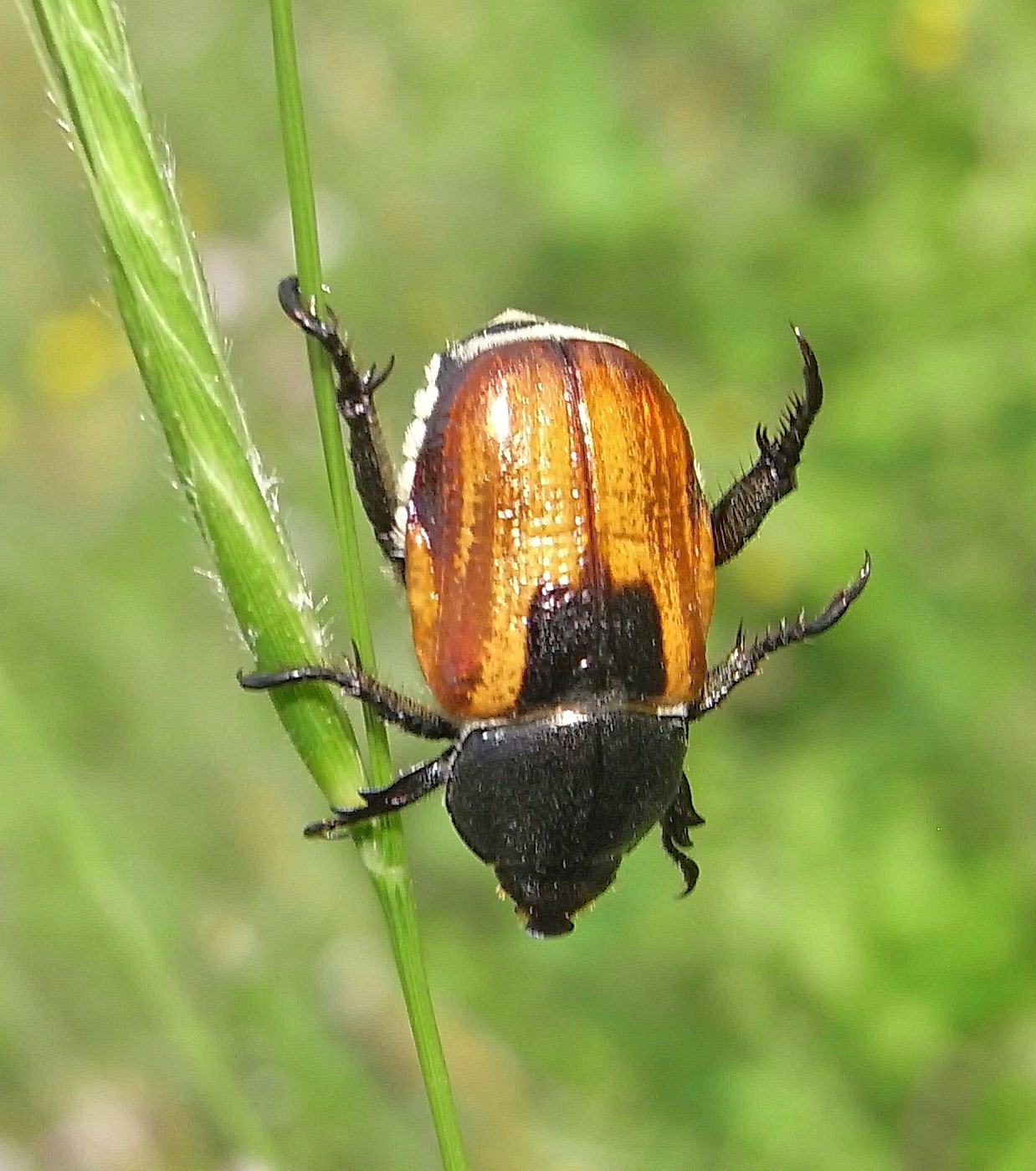
Osztrák szipoly (Anisoplia austriaca)